# Agence de presse Transocean
L’agence de presse Transocean est une agence de presse allemande créé en 1914 qui disparut en 1945 avec la défaite de l'Allemagne nazie. Elle prit la succession à l'international de l'agence Continentale, qui était jugée trop militante par une partie de ses clients mais pas assez par le gouvernement allemand et se retrouva alors marginalisée. Sa spécialité était les émissions radios dans plusieurs langues différentes.

## Histoire
L'agence de presse Transocean, sous sa première forme, se nomme « Syndikat Deutscher Überseedienst » (syndicat des services d'outre-mer), fondé en 1913. En 1915, pendant la Première Guerre mondiale, les services du Reich mettent la main sur cet organisme semi-privé, créé à l'origine pour diffuser outre-mer des informations économiques. Ils en font alors « une véritable agence de propagande radio-télégraphique », pour communiquer sans passer par l'agence Continentale. Par-dessus la tête des agences privées, une bataille de propagande s'engage dans les airs, la France diffusant pour sa part des communiqués via la tour Eiffel et le poste de Lyon, sans passer par l'agence Havas. Cette « guerre des ondes » résulte du blocus de l'information pratiquée pendant la Première Guerre mondiale.
L'agence de presse Transocean s'installe en Chine dans les années 1920, où elle prend le nom chinois de "Haitongshe". Elle accroît sa présence à la fin des années 1930, lorsque toutes les autres agences sont écartées ou interdites. Elle est alors installée dans sept villes de Chine et de Mandchourie.
En Argentine, Transocean opère directement des émissions radio à grande écoute et subventionne la presse locale. Parallèlement, l'URSS crée en 1925 l'agence Tass, dont le budget sera décuplé en cinq ans. Disposant du soutien logistique des ambassades allemandes, elle joua un rôle important dans la propagande allemande vers les pays neutres.
Sous l'occupation allemande, une convention avec l'agence de presse Inter-France, créée en 1937 par Dominique Sordet et Michel Alerme, prévoyait que cette dernière diffuse auprès des journaux régionaux de zone occupée les dépêches de la seconde et transmette à l'agence de presse Transocean les informations régionales françaises. Parmi les journaux régionaux, 300 donnèrent leur adhésion, le plus souvent forcée.